# Вильялобос, Рикардо
Рикардо Вильялобос (исп. Ricardo Villalobos; род. 6 августа 1970 года, Сантьяго, Чили) — чилийско-немецкий DJ и продюсер электронной музыки. Известен своим минималистичным стилем, а также вкладом в minimal techno и microhouse направления электронной музыки.

## Биография
Вильялобос родился в столице государства Чили, Сантьяго в 1970 году. В 1973-м переехал с родителями в Германию в качестве беженца от режима диктатора Аугусто Пиночета, который захватил власть в том году.
Когда Рикардо было 10-13 лет он стал играть на конга и бонго. Несмотря на свою любовь к музыке никогда не видел себя музыкантом. Он занялся электронной музыкой в конце 80-х годов.
С юности был большим фанатом Depeche Mode и Kekoriy следуя за ними в турах по Европе.
Начал играть свою музыку на вечеринках в университете, ради своего удовольствия. В 1993-м году пытался основать свой лейбл под названием Placid Flavour, но проект провалился. Впервые был записан в 1994 году на Playhouse, профессионально занялся DJ-ингом с 1998 года.
В 2008-м и 2010-м годах был Топ-1 DJ по версии журнала Resident Advisor.

## Дискография

### Альбомы
- Alcachofa (2003)
- Thé Au Harem D'Archimède (2004)
- Re:ECM with Max Loderbauer (2011)
- Dependent and Happy (2012)
- Empirical House LP (2017)

### Сборники
- Love Family Trax (2002)
- In the Mix: Taka Taka (2003)
- Green & Blue (2005)
- Salvador (2006)
- fabric36 (2007)
- Sei Es Drum (2007)
- Vasco (2008)

### Синглы и EP
- Sinus Poetry EP (1993)
- The Contempt (1995)
- Heike (1995)
- N-DRA (1996)
- Salvador (1998)
- 808 the Bassqueen (1999)
- Frank Mueller Melodram (1999)
- Pino Jet Explosion (1999)
- Ibiza99 (2000)
- Luna (2000)
- Que Belle Epoque (2000)
- Tomorrov Cocktail / Ananas (2000)
- Bredow / Damm 3 (2001)
- Halma (2002)
- 808 The Bass Queen / Filtadelic (2003)
- The Contempt (2004)
- Achso (2005)
- Chromosul (2005)
- For Disco Only 2 (2005)
- Que Belle Epoque 2006 (2006)
- Heike (2006)
- Seive / Jimis (2006)
- Unflug (2006)
- What You Say Is More Than I Can Say (2006)
- What’s Wrong My Friends? (2006)
- Fizheuer Zieheuer
- Enfants (2008)
- Vasco EP part 1 (2008)
- Vasco EP part 2 (2008)
- Peculiar / Zuge (2010)
- Any Ideas / Emilio (2012)
- Baby EP (2012)
- Voodog (2014)
- Who Are We? EP (2015)

### Ремиксы
- 1996 Der Dritte Raum — «Trommelmaschine»
- 1997 Heiko Laux & Johannes Heil — «No Pain No Gain»
- 1997 Sieg Über Die Sonne — «Mogul»
- 1999 Vermittelnde-Elemente — «Modedom»
- 2000 The Horrorist — «One Night in NYC»
- 2000 Heiko Laux — «Moved»
- 2000 Pascal F.E.O.S. — «Are U Tranquilized»
- 2001 Auch — «Tomorrow Goodbye»
- 2001 Two Lone Swordsmen — «Bunker»
- 2002 Auch — «Pick-Up»
- 2002 Thomas Dolby — «One of our Submarines»
- 2002 Jeff Samuel — «Vew»
- 2002 Tony Senghore — «Where Is the Love?»
- 2002 Señor Coconut And His Orchestra — «Electro Latino»
- 2002 Sieg Über Die Sonne — «You’ll Never Come Back»
- 2003 Hell — «Listen to the Hiss»
- 2003 Monne Automne — «El Salvador»
- 2003 Spektrum — «Freakbox»
- 2003 Sven Väth — «Cala Llonga»
- 2004 Alter Ego — «Daktari»
- 2004 DJ Minx — «A Walk in the Park»
- 2004 Lopazz — «Migracion»
- 2004 Lucien–N–Luciano — «Alain Brito»
- 2004 Monobox — «Trade»
- 2004 Sieg Über Die Sonne — «Love Is OK»
- 2005 2raumwohnung — «Wir Sind Die Anderen»
- 2005 The KLF — «What Time Is Love?»
- 2005 Sieg Über Die Sonne — «Cleaning Windows»
- 2005 Vegetable Orchestra — «Atavismus»
- 2005 Das Racist — «The Bing Bong Chong-a-Long»
- 2006 Depeche Mode — «The Sinner in Me»
- 2006 Rhythm & Sound with Ras Donovan & Ras Perez — «Let We Go»
- 2006 Señor Coconut And His Orchestra — «Behind the Mask»
- 2007 Beck — «Cellphone’s Dead»
- 2007 Ffwd — «Consequences»
- 2007 Innersphere — «Phunk»
- 2007 Plastikman — «Snark»
- 2007 Shackleton — «Blood on My Hands»
- 2008 Sun Electric — «Toninas»
- 2008 Slap — «Eden Now»
- 2010 NDF — «Since We Last Met»
- 2010 DJ Sneak — «Delta Trippin»
- 2011 Energy 52 — «Café Del Mar»
- 2012 Conrad Schnitzler — «Zug» (with Max Loderbauer)